# Offizierskasino Schwerin

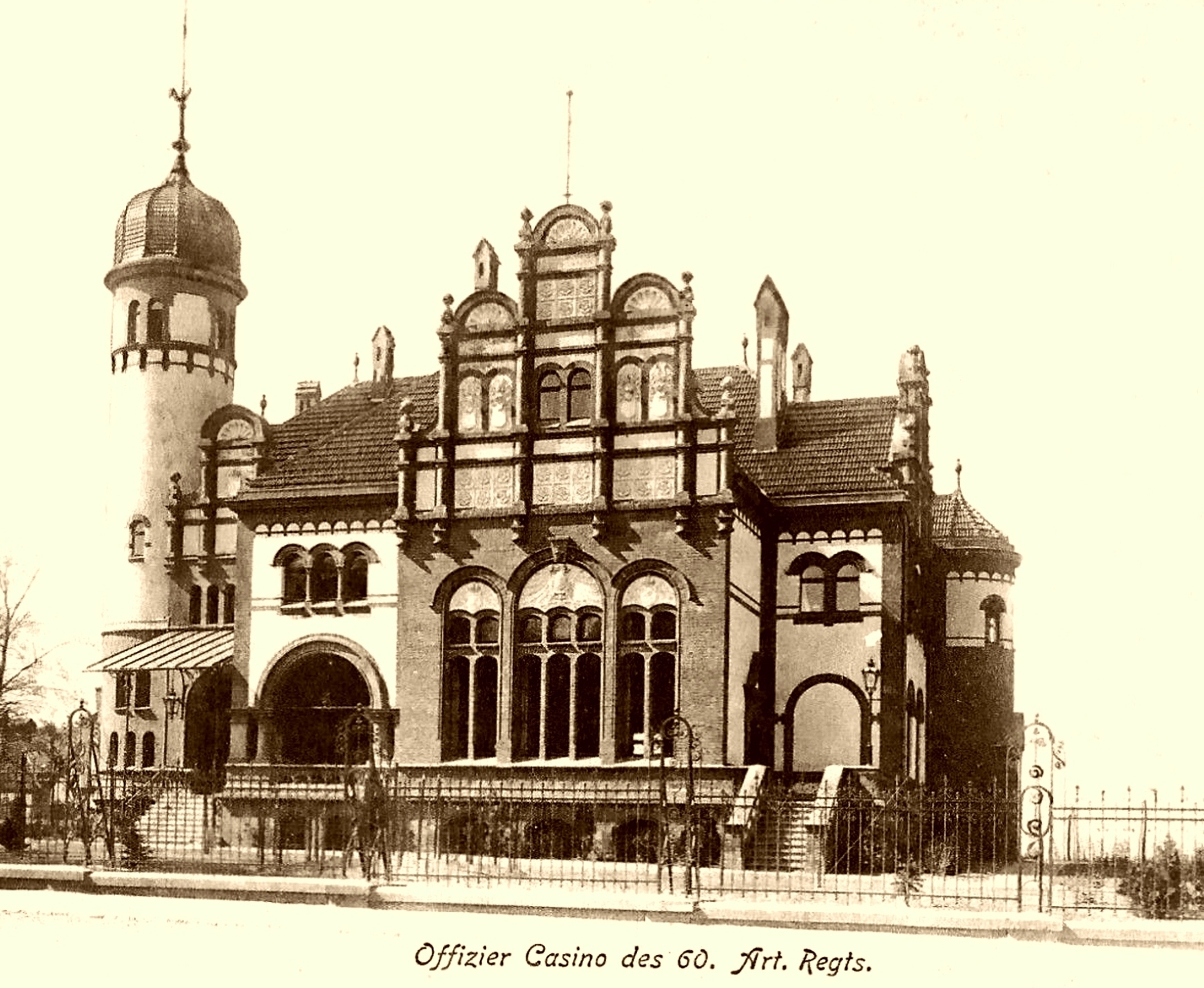
Das Offizierskasino

Das Offizierskasino, ehemaliges Regimentsgebäude des Großherzoglich Mecklenburgischen Feldartillerie-Regiments Nr. 60, ist ein denkmalgeschütztes Gebäude im Stadtteil Ostorf der mecklenburg-vorpommerschen Landeshauptstadt Schwerin.

## Geschichte

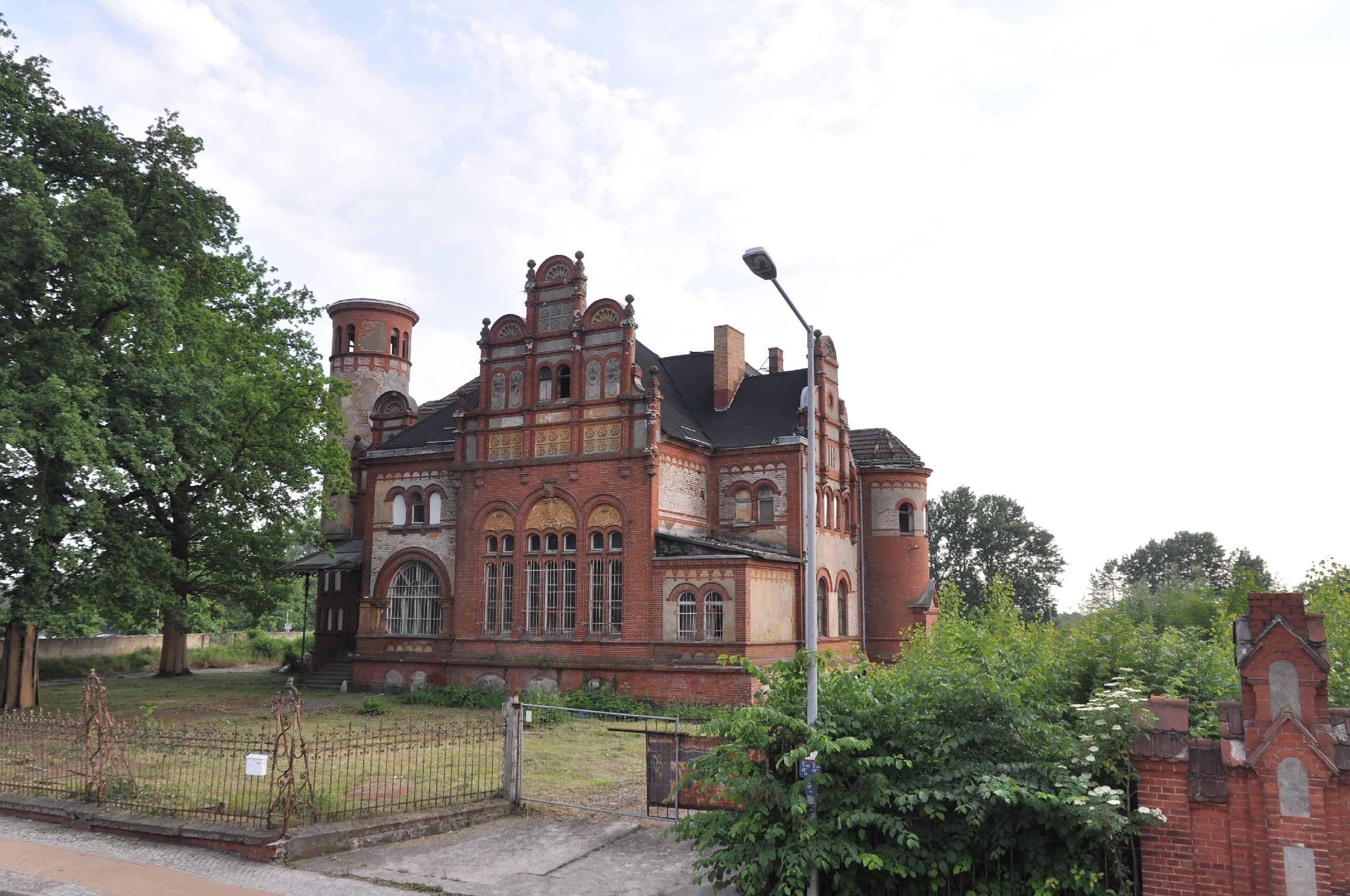
Vorderansicht des Offizierskasinos

Das Offizierkasino befindet sich in der Johannes-Stelling-Straße Nr. 19 am Ende einer Sichtachse vom Schweriner Schloss über den barocken Rasenkaskaden des Schweriner Schlossgartens. Die Einrichtung diente bis November 1918 der Betreuung und Bewirtung der Offiziere des Großherzoglich Mecklenburgischen Feldartillerie-Regiments Nr. 60.
Mit dem Bau des Offizierskasinos wurde im Jahr 1898 begonnen. Nach zweijähriger Bauzeit konnten die Offiziere des Artillerie-Regiments am 22. März 1900 ihr neues Offizierskasino übernehmen. Wenige Tage später, am 3. April, fanden die Einweihungsfeierlichkeiten statt.
Der zweigeschossige Backsteinbau besitzt in Richtung des Schweriner Schlosses eine schmuckvolle Schaufassade und an der südöstlichen Hausecke ein Flankierungstürmchen. Obwohl die Offiziersspeiseanstalt am Ende des 19. Jahrhunderts erbaut wurde, orientierte sich die bauliche Gestaltung am Johann-Albrecht-Stil des 16. Jahrhunderts. Die Planung und Beaufsichtigung der Bauausführung hatte Baurat Oscar Wutsdorff vom Preußischen Kriegsministerium zu verantworten. Herzog-Regent Johann Albrecht zu Mecklenburg nahm allerdings Einfluss auf die gestalterische Ausführung. So sind stilistische Übereinstimmungen mit Schloss Wiligrad nicht zu übersehen, welches in seinem Auftrag zuvor errichtet worden war. Die Bauausführung erfolgte durch Hofmaurermeister Ludwig Clewes Firma.
Die Fassaden sind mit Terrakotten und Formziegeln schmuckvoll gestaltet. Bemerkenswert sind zudem die Terrakotten über den dreibahnigen hochgestelzten Rundbogenfenstern. Sie zeigen den bekrönten Reichsadler, der wiederum von den bekrönten mecklenburgischen Wappenschildern mit Stier und Greif flankiert wird. Im Schmuckgiebel finden sich weitere Wappenschilder, welche aufwendig gestaltet wurden. Bemerkenswert ist auch der formschöne dreiteilige Halsgiebel mit seinen Lünetten und Terrakotten.
Der Südost-Turm bildet einen weiteren Höhepunkt der Baugestaltung. Eine in ihm verbaute markante Spindeltreppe ermöglichte den Zugang ins Belvedere des Turmes, wo sich den Offizieren und ihren Gästen ein herrlicher Rundumblick bot. Eine gebauchte Turmhaube, die leider dem Verfall der letzten Jahre zum Opfer fiel, bildete nach oben hin den Abschluss.
Die auf der Gebäuderückseite vorhandene Terrasse ermöglichte den Offizieren nicht nur eine gute Sicht auf den Ostorfer See, sie konnten außerdem die Vorgänge auf dem in Blickrichtung gelegenen Exerzierplatz beobachten.
Im Erdgeschoss befanden sich der Speisesaal und die Gesellschaftsräume. Im Dachgeschoss hingegen hatte der damalige Kasino-Pächter seinen Wohnbereich. Die Inneneinrichtung des Hauses entsprach dem Zeitgeschmack. Der Speisesaal wurde mit einer Holzvertäfelung ausgestaltet, die nach oben hin mit dem Wappenfries abschloss. Als besonderes Schmuckstück galt der Frühstückskeller im Souterrain. Hierbei handelte es sich um einen Gesellschaftsraum der mit zahlreichen humorvollen Wandbildern und Sprüchen ausgestaltet war. Zur Zierde wurden die Wände mit alten Weinfässern ausgekleidet, welche reich mit Schnitzwerk und Sinnsprüchen versehen waren. Von der schmuckvollen Inneneinrichtung ist nur noch wenig vorhanden.
Das Grundstück wird noch heute von der mit floralen Schmuckelementen versehenen schmiedeeisernen Tor- und Zaunanlage eingefasst.
Das Bauwerk ist seit 2024 als Teil des Residenzensembles Schwerin UNESCO-Welterbe.

### Nutzung 1918–1994
Auch nach dem Ende der Monarchie nutzten die in Schwerin garnisonierten Militäreinheiten das villenartige Kasino. Der repräsentative Bau wurde unter anderem von den Stabsoffizieren des 2. (Preußischen) Artillerie-Regiments der Reichswehr und später von den Offizieren des Artillerie-Regiments 12 der Wehrmacht genutzt.
Nach dem Zweiten Weltkrieg wurde das Offizierskasino von den Angehörigen und dem Stab der sowjetischen 94. Garde-Schützendivision in Besitz genommen. Die Militäreinheiten der GSSD nutzten das Gebäude von Juli 1945 bis April 1993. Von dieser Zeit zeugten die rückwärtige Betonmauer und die Sterne in den stählernen Einfahrtstoren. Nach dem Abzug der GUS-Truppen verfiel das leerstehende Offizierskasino zusehends.

### Nutzung heute
Die Unternehmensgruppe Hydraulik Nord plante mit dem Kauf (2011/2012) des Gebäudes die Verlegung der Firmenzentrale dorthin. Mit der Instandsetzung, bei der Denkmalschutzauflagen einzuhalten sind, sollen Büro- und Beratungsräume im Offizierskasino entstehen. Aufgrund bestehender Einsturzgefahr wurden Mitte 2012 Sicherungsarbeiten an der Fassade, am Dachtragwerk und der Saaldecke ausgeführt. Der Eigentümer kündigte im November 2014 die bevorstehenden Sanierungs- und Umbauarbeiten an, welche im Mai 2015 begonnen wurden. Nach dem nunmehr erfolgten Abschluss der umfangreichen Baumaßnahmen ist der Einzug für Ende des Jahres 2018 vorgesehen.
Die anderen Gebäude der ehemaligen der Neuen und Alten Artilleriekaserne werden heute als Landesbibliothek Schwerin und Finanzamt genutzt.

## Ergänzendes
Großherzog Friedrich Franz II. ließ bereits im Jahr 1850 geschlossene Speiseanstalten und Bibliotheken für das Offizierskorps einrichten. Von 1850 bis 1868 beherbergte eines der Schweriner „Friedrich-Franz-Häuser“, die bis 1890 in der Schloßstraße (Schwerin) standen, die Offizierspeiseanstalt.
In der zweiten Hälfte des 19. Jahrhunderts wurden für die in Schwerin garnisonierten Regimenter neue Offiziersmessen erbaut bzw. eingerichtet. So die Offiziersmesse des Großherzoglich Mecklenburgischen Grenadier-Regiments Nr. 89, welche 1867 in der Straße Großer Moor 30 eingerichtet wurde. In der Schweriner Amtsstraße 7a befand sich hingegen die Offiziersmesse des Großherzoglich Mecklenburgischen Jäger-Bataillons Nr. 14. Das 1882 käuflich erworbene Haus verblieb bis zur Verlegung der Jäger nach Colmar (1890) in deren Nutzung.